# Lijst van attracties in PortAventura World
De lijst van attracties in PortAventura World is in twee delen verdeeld:
- Lijst van attracties in Ferrari Land
- Lijst van attracties in PortAventura Park